# Liste der Biografien/Auv
Liste der Biografien |
Portal Biografien |
Personensuche
# |
A |
B |
C |
D |
E |
F |
G |
H |
I |
J |
K |
L |
M |
N |
O |
P |
Q |
R |
S |
T |
U |
V |
W |
X |
Y |
Z |
?
 
Aa |
Ab |
Ac |
Ad |
Ae |
Af |
Ag |
Ah |
Ai |
Aj |
Ak |
Al |
Am |
An |
Ao |
Ap |
Aq |
Ar |
As |
At |
Au |
Av |
Aw |
Ax |
Ay |
Az
 
Aua |
Aub |
Auc |
Aud |
Aue |
Auf |
Aug |
Auh |
Aui |
Auj |
Auk |
Aul |
Aum |
Aun |
Aup |
Aur |
Aus |
Aut |
Auv |
Auw |
Aux |
Auz
Die Liste der Biografien führt alle Personen auf, die in der deutschsprachigen Wikipedia einen Artikel haben. Dieses ist eine Teilliste mit 17 Einträgen von Personen, deren Namen mit den Buchstaben „Auv“ beginnt.

## Auv

### Auva
- Auvaʻa, Latafale (* 1993), neuseeländisch-smoanische Schönheitskönigin und Häuptling

### Auve
- Auvera, Carl (1856–1914), Porzellanfabrikant in Arzberg
- Auvera, Hugo (1880–1962), deutscher Unternehmer, Freimaurer und Corpsstudent
- Auvergne, Claude d’ († 1652), französischer Hebraist
- Auvergne, Gilbert (1905–1976), französischer Sprinter und Fußballspieler
- Auvermont, Madeleine d’, französische Edeldame, medizinische Kuriosität

### Auvi
- Auvinen, Anna (* 1987), finnische Fußballspielerin
- Auvinen, Antti-Pekka (* 1975), finnischer Telemarker und Skirennläufer
- Auvinen, Pekka-Eric (1989–2007), Schüler, der 2007 einen Amoklauf verübte
- Auvitu, Yohann (* 1989), französischer Eishockeyspieler
- Auvity, François (1874–1964), französischer römisch-katholischer Geistlicher und Bischof

### Auvr
- Auvray, Daisy, Schweizer Sängerin
- Auvray, Félix (1800–1833), französischer Historienmaler, Karikaturist und Schriftsteller
- Auvray, Lydie (* 1956), französische Akkordeonistin und SängerinLydie Auvray (* 1956)

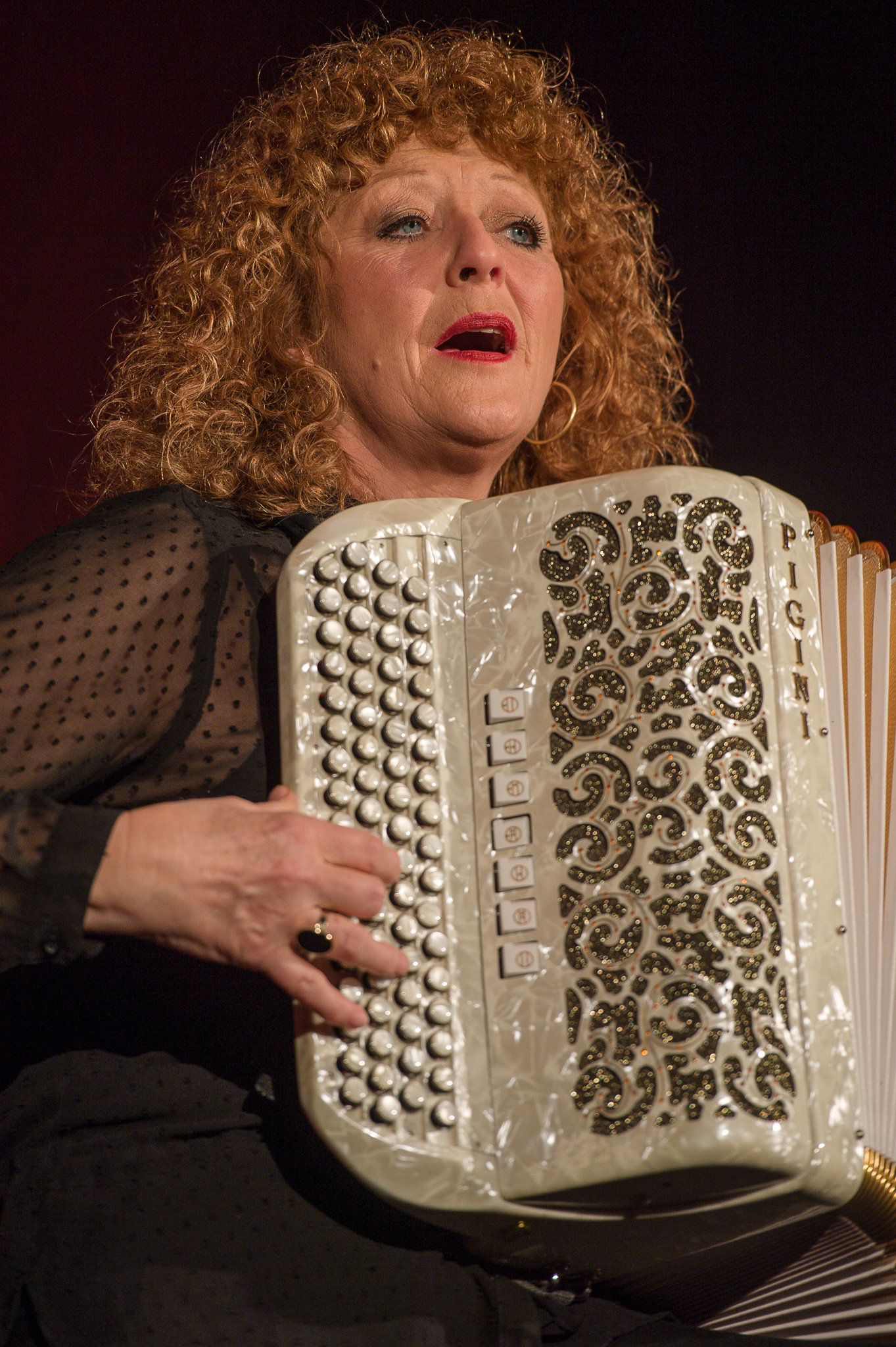
Lydie Auvray (* 1956)

- Auvray, Philippe (* 1953), französischer Autorennfahrer
- Auvray, Stéphane (* 1981), französischer Fußballspieler
- Auvry, Claude, französischer Zisterzienser, Prior und Ordenshistoriker